# Tiếng Iban
Tiếng Iban (jaku Iban) được nói bởi người Iban, một nhánh của người Dayak, trước đây gọi là "Dayak Biển" sống ở Malaysia (bang Sarawak), Indonesia (tỉnh Tây Kalimantan) và Brunei. Nó thuộc nhóm ngôn ngữ Malay, ngữ tộc Mã Lai-Đa Đảo, thuộc ngữ hệ Nam Đảo, và có liên quan đến tiếng Mã Lai, gần gũi với tiếng Malay Sarawakian. Người ta cho rằng quê hương của các ngôn ngữ Mã Lai nằm ở mạn tây Borneo, nơi vẫn còn các ngôn ngữ Iban. Nhánh Malaysia đại diện cho sự phân tán thứ cấp, có thể từ trung tâm Sumatra nhưng cũng có thể từ Borneo.

## Phương ngữ
Người Iban có thể được chia thành các nhóm dân tộc nhỏ khác nhau, mỗi nhóm nói phương ngữ khác nhau. Phương ngữ chính thức và thông dụng nhất là phương ngữ Saribas, các phương ngữ chủ yếu khác là Betong và Saratok. Những phương ngữ khác như Balau, Sebuyau, Ulu Ai và Rejang có thể hiểu được lẫn nhau trên khắp khu vực Sarawak. Ngoại trừ phương ngữ Iban Remun/milikin vẫn được hiểu bởi người Iban từ các huyện khác. Ở Tây Kalimantan, các phương ngữ như Bugau, Seberuang, Mualang, Cheng Khang, Sebaru và Dau thì khác biệt hơn.

## Hệ thống chữ viết
Mặc dù tiếng Iban hiện được viết bằng chữ Latinh, một sách đánh vần Iban (chữ Dunging) đã được Dunging anak Gunggu viết ra, người đã dành mười lăm năm từ 1947 đến 1962 để tạo ra chữ viết Iban. Cụ tổ hai mươi thế hệ (khoảng 400-600 năm) của Dunging, tên là Renggi cũng đã tạo ra chữ viết, nhưng nó đã bị thất lạc trong một trận lụt. Sách đánh vần Iban được xuất bản nhưng không được phổ biến rộng rãi; những nỗ lực gần đây của Tiến sĩ Bromeley Philip của Đại học Teknologi MARA nhằm thúc đẩy và khôi phục việc sử dụng chữ viết đã dẫn đến việc tạo ra các phông chữ kỹ thuật số, một chương trình giảng dạy và phiên âm một số truyện dân gian truyền thống.
Vào năm 2010, Tiến sĩ Bromeley Philip của Đại học Teknologi MARA (UiTM) Sarawak đã phát triển phông chữ máy tính cho bảng chữ cái Iban, được gọi là LaserIban. Mục đích của ông là giúp bảo tồn bảng chữ cái Iban ở dạng kỹ thuật số trong thế giới hiện đại. LaserIban có sẵn cho máy tính Windows và Macintosh và hoàn toàn tương thích đa nền tảng.